# امامزاده زین العابدین (زیارت)
امامزاده زین العابدین مربوط به دوران ‌ایلخانی است و در شهرستان دشتی، بخش کاکی، روستای زیارت ساحلی واقع شده و این اثر در تاریخ ۸ بهمن ۱۳۸۵ با شمارهٔ ثبت ۱۷۱۲۶ به‌عنوان یکی از آثار ملی ایران به ثبت رسیده است.